# 唐纳德·沃尔什
唐纳德·沃尔什（英語：Don Walsh，1931年11月2日—2023年11月12日），美国海洋学家、探险家和海洋政策专家。1960年1月23日，沃尔什和瑞士科学家雅克·皮卡尔登上深海潜艇的里雅斯特号进入马里亚纳海沟，创下世界最深的下潜的纪录。

## 生平
唐纳德·沃尔在旧金山附近长大。他的最早期记忆包括从他的伯克利山的家中观望旧金山一项庞大的建设工程。他说：“当时在那里建设的是金门大桥。我看着各式各样的船从旧金山海湾驶出，向西航行，消失在西方的地平线下。我当时一个劲地纳闷，不知道那边究竟有什么。大约就是从那个时候开始，是我大约七、八岁的时候，我开始对海洋产生了兴趣，想探索海洋。”沃尔什1954年从美国海军学院毕业。1958年，他被分配到特里亚斯特号潜水艇执行任务。当时，世界上只有两艘那样的深海潜艇。他的任务是在加利福尼亚外海对那种可以自行推进、自由下潜的潜水艇进行试验。试验下潜的深度越来越深。沃尔什说：“后来，他们告诉我，他们计划把潜水艇拖到关岛，让它下潜到海洋最深处，下潜到大约７英里深的海底。这一下子让我警醒起来。我知道我会参加那次任务。”

## 下潜
特里亚斯特号现在已经成为华盛顿的海军博物馆（U.S. Navy Museum）的永久展品。这艘深海潜艇长16米多，有扶手，有了望塔，看上去像是普通潜艇。它的外型基本上应当说是一个水下的熱气球。它有两部分。一部分是長筒狀气球，是鋁質的外殻，里面充满了比水轻的物质，是航海汽油。油比水輕的，这样，潜艇就有了浮力，而且液體是不會被壓縮的，再加上鋁有很高的延展性，在理論上，即可保證這個汽球不致破裂。而下潛的方法，是在鋼球附近繫上大量鋼塊，當他們準備回航時，就將鋼塊一個一個放掉，以逐漸上升。在气球下面是一个舱室，用来装载脆弱的人。舱室是一个14吨重的钢球，直径只有两米，上面有一个直径半米的塑料窗可以向外了望。舱室很小，只能容纳两个人。跟沃尔什一道参加特里亚斯特号历史性沉潜的共同驾驶员是瑞士科学家雅克·皮卡尔。特里亚斯特号是他的父亲奥居斯特·皮卡尔设计的。
1960年1月23日，他们两人驾驶特里亚斯特号沉潜到太平洋马里亚纳海沟的最深处。他们的成功沉潜为海底探险活动打开了大门。沃尔什谦逊地表示，他只是抓住了一个机会。后来人接踵而至:“我们确实是在今天有人驾驶和无人驾驶的各种深海潜艇上看到我们当年的影子。因为很多东西是我们当年开发的。要记住，我们当年做的所有的事情都是开天辟地第一次。倒不是因为我们是什么先驱者或发明家，而是需要逼着我们发明。我们需要什么东西，我们就只好去发明什么。”

## 退休后

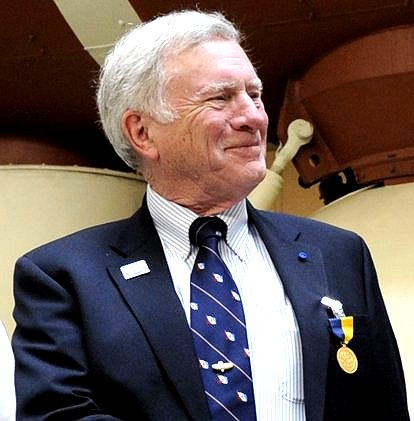
攝於2010年

沃尔什长期在海军服役，参加过朝鲜战争和越南战争，指挥过潜艇，担任过海军部长的政策顾问和助理。他1975年退休，随后接受了南加州大学的一个职位。他在那里建立了一个新的研究院，专门研究海洋和海岸。拥有海洋研究的学术学位，官职是院长。沃尔什也是海洋工程学终身教授。他在学术界工作了8年。这位退休海军舰长后来继续追求他的潜水爱好。他还是私人飞机驾驶员、探险家，参加过几十次海洋深潜活动，以及极地探险活动。
沃尔什说：“按照我的定义，探险就是付诸行动的好奇。人们可以看到什么东西，并产生好奇心。但是，假如你是一个探险家，你就想弄清楚为什么会有这样的东西，以及这样的东西是如何运转的。或许，你还会提出一种试验，检验你的假说。对我来说，探险就是刨根问底，弄清楚到底是怎么回事。”沃尔什目前依然充满活力。他住在俄勒冈沿海地区，拥有自己的咨询公司。他曾獲海军杰出服役勋章、国家地理学会的最高荣誉奖哈巴德奖（Hubbard Medal）。